# José Miguel de Vasconcelos

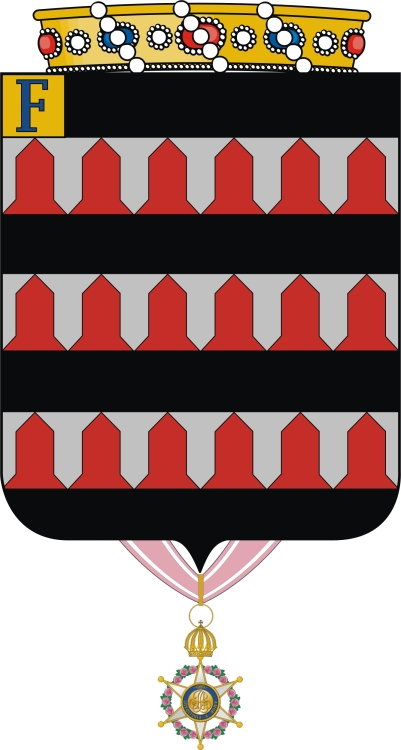
Pleno de Vasconcelos: de negro, com três faixas veiradas de prata e vermelho; diferença pessoal: brica de ouro carregada com a letra "J" de azul. Coroa de barão.

José Miguel de Vasconcelos, o barão de Parangaba (Atalaia, 12 de outubro de 1829 — Atalaia, 12 de abril de 1916) foi um militar e político brasileiro.

## Biografia
Filho do Major Antônio Toledo Machado e Maria Toledo de Vasconcelos.
Contrai núpcias com Joana Saraiva de Albuquerque, também de tradicional família da Zona da Mata Alagoana, ligada à monocultura canavieira. Tiveram um filho de nome João Carlos de Albuquerque.
Em 1854 foi nomeado coronel comandante superior da Guarda Nacional. Participou da Guerra do Paraguai.
Em 1890 foi eleito senador estadual de Alagoas, reelegendo-se sucessivamente por diversas legislaturas, de 1891 a 1906 e de 1909 a 1912. Durante sua gestão exerceu o cargo de presidente do senado estadual por 16 anos, ocupando, quando presidente do senado, o cargo de governador de Alagoas entre 3 de junho a 12 de junho de 1909. Também foi prefeito de seu município de origem, Atalaia. Em 1854 foi nomeado Coronel Comandante Superior da Guarda Nacional. Participou da Guerra do Paraguai.
Por seus merecimentos, foi agraciado por D. Pedro II com o título de comendador da Imperial Ordem da Rosa em 1882, e com o título de Barão de Parangaba, pelo decreto imperial de 25 de setembro de 1889.
Foi um dos três últimos titulares do Império pelo Gabinete Liberal de junho de 1889, mas não chegou a receber o título. Os outros foram: Miguel Soares Palmeira (Barão de Coruripe) e Paulo Jacinto Tenório (Barão de Palmeira dos Índios). Logo em seguida à proclamação da República, a Constituição Republicana de 1891, no seu Art.72 § 2º, estabeleceu que a República não admitiria privilégios de nascimento, desconheceria foros de nobreza, e extinguiria as ordens honoríficas existentes e todas as suas prerrogativas e regalias, bem como os títulos nobiliárquicos e de conselho.
Seu corpo está sepultado no cemitério da sua família, numa propriedade rural de Atalaia, ainda nas mãos de seus descendentes.